# Szende Pál

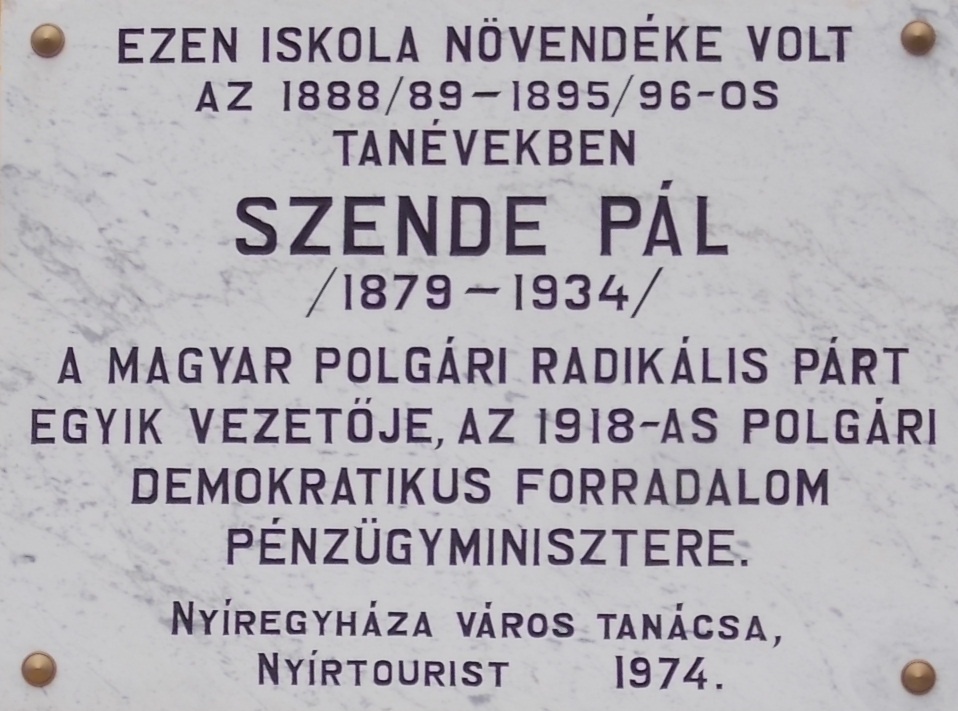
Emléktáblája Nyíregyházán

Szende Pál, született Schwarz Pál (Nyírbátor, 1879. február 7. – Szinérváralja, Románia, 1934. július 15.) közgazdasági író, polgári radikális politikus, 1918–19-ben pénzügyminiszter a Károlyi Mihály-kormányban, és az azt követő Berinkey-kormányban.

## Élete
Nyírbátorban született, ahol apja volt a községi orvos. Anyja jómódú zsidó parasztcsaládból származott. Középiskolai tanulmányait a nyíregyházi evangélikus gimnáziumban, a jogi egyetemet Budapesten végezte el. 1901–1902-ben önkéntes katonai szolgálatot teljesített a budapesti vártüzéreknél. 1904-ben tett ügyvédi vizsgát. A fővárosban anyai nagybátyja, Acsády Ignác segítette, akivel közeli barátságba került.
1905-ben ismerkedett meg a Huszadik Század folyóirat körül csoportosulókkal, akik közül Jászi Oszkárral kötött mély barátságot, a politikával is rajta keresztül ismerkedett meg. Az ő hatására csatlakozott a polgári radikális irányzathoz és a szabadkőművességhez is, illetve lett 1914-ben alapító tagja a Polgári Radikális Pártnak is. Valamivel korábban keveredett ismeretségbe a neves liberális politikussal, Sándor Pállal, akin keresztül 1908-ban bekapcsolódott az Országos Magyar Kereskedelmi Egyesülés (OMKE) tevékenységébe, amelynek főtitkári tisztségét egészen 1918-ig viselte.
Az első világháború kezdetén önkéntesként vonult be a hadseregbe, ahol a keleti frontra vezényelték. A szolgálat alól később az OMKE kérésére felmentették, hogy gazdasági ismereteit a háborús gazdaság szolgálatába állíthassák. OMKE-beli pozíciójából az őszirózsás forradalom sodorta ki, amibe teljes erejével bekapcsolódott pártja színeiben. 1918. október 31-én, azaz a forradalom délutánján alakult Károlyi Mihály-kormányban pénzügyi államtitkárrá nevezték ki. November 25-én pénzügyminiszter lett, tisztségét a Berinkey-kormányban is megtartotta, mígnem 1919. március 21-én a proletárforradalom kormányával együtt el nem sodorta.
1919. májusban Kun Béla diktatúrája elől Bécsbe költözött, ahol élénk antikommunista publicisztikai tevékenységet fejtett ki. Politikai beállítottsága és korábbi politikai szerepvállalása miatt úgy döntött, inkább Bécsben telepszik meg. Itt csatlakozott az emigráns szociáldemokraták Világosság nevű csoportjához, később pedig még az osztrák szociáldemokrata pártba is belépett. 1925-től kezdve rendszeresen járt Párizsba, ahol annyira megtanult franciául, hogy előadásokat tarthasson, aminek eredményeként tanári állást kapott az egyik főiskolán. Később az Emberi Jogi Liga munkájába, illetve a francia baloldali politikai életbe is bekapcsolódott. 1928-ban szívroham érte, aminek hatására részben visszavonult az aktív politikai élettől.
1934 elején az osztrák polgárháború elől Csehszlovákiába menekült, ahol Jan Masaryk meleg fogadtatásban részesítette. Vele még 1918-ban tárgyaltak a határrevízióról (ez a magyar belpolitikai helyzet miatt kútba esett), akkor kötöttek ismeretséget. Masarykon keresztül bejárása volt több magas rangú csehszlovák kormánytisztviselőhöz is, de túl sokat nem tudott tenni a magyar ügyért; májusban Prágában súlyosan megbetegedett. Ebből júniusra látszólag sikeresen kigyógyult, és el tudott utazni Erdélybe, Szinérváraljába anyjához és húgához. Náluk kezdett neki a cseh nyelv tanulásának, amit céljai elérése érdekében szükségesek látott. Eközben kapott, július 15-én újabb szívrohamot, amit már nem élt túl.

## Emlékezete
Budapesten az V. kerületben utca viselte nevét.

## Főbb művei
- Önálló vámterület és osztályharc (Bp., 1907)
- A magyar adórendszer igazságtalanságai (Bp., 1908)
- Nemzeti jog és demokratikus fejlődés (Bp., 1911)
- Adóreform és osztálytagozódás (Bp., 1913)
- Az adóreform (Bp., 1914)
- Háborús adópolitika (Bp., 1917)
- Die Krise der mitteleuropäischen Revolution (Heidelberg, 1921)
- Új október felé (Bécs, 1922)
- Verhüllung und Enthüllung (Leipzig, 1922)
- Eine soziologische Theorie der Abstraktion (1923)